# Aleksandar Jegorov
Aleksandar Iljič Jegorov (рус. Алекса́ндр Ильи́ч Его́ров) (25. oktobar 1883 — 23. februar 1939) bio  je sovjetski vojskovođa tokom Ruskog građanskog rata, kada je komandovao južnim frontom Crvene armije i odigrao važnu ulogu u pobjedi nad Bijelim pokretom u Ukrajini. Jegorov je 1920. godine bio jedan od komandanata Crvene armije tokom Poljsko-sovjetskog rata.
Jegorov je rođen blizu Samare u centralnoj Rusiji. Pridružio se carskoj armiji 1902. godine i postao oficir 1905. Tokom Prvog svetskog rata je dobio čin pukovnika, a bio je ranjen pet puta. Postao je član Socijalističke revolucionarne partije 1904. godine, a nakon što su boljševici preuzeli vlast postaje komandant u Crvenoj armiji.
Tokom Staljinovih čistki 1938. godine pada u nemilost i postaje zatvoren. Streljan je 1939. godine.